# Musculus gluteus medius
De musculus gluteus medius of middelste bilspier  is de middelste van de drie bilspieren, naast de musculus gluteus maximus en de musculus gluteus minimus. Hij vormt de inspuitingsplaats voor een ventrogluteale injectie.